# Xystrocera lujae
Xystrocera lujae là một loài bọ cánh cứng trong họ Cerambycidae.